# 国際標準大気
国際標準大気（こくさいひょうじゅんたいき、International Standard Atmosphere, ISA）とは、地球大気の圧力、温度、密度、および粘性が高度によってどのように変化するかを表したモデル。様々な高度における値を記した表と、表に示されていない値を導出するためのいくつかの方程式で記述される。ISOによってISO 2533:1975.として策定されている。また、独自の拡張や一部の改変を施したものがICAOや米国政府等の他の標準化団体によって策定されている。

## 記述
国際標準大気のモデルにおいて大気は温度が区分的に線形に表される幾つかの層に分けられ、他の値は基本的な物理定数や関係式から導出される。つまり標準は各高度での数値の表と、その数値を導出するための幾つかの方程式で構成される。
たとえば、標準によれば海面上での気圧は101.3 kPaで、気温は15 ℃、気温減率は6.5 ℃/kmである（すなわち1km上昇することに6.5 ℃ずつ気温が低下する。気温減率は正の時高度が上がるにつれ降温することに注意）。この状態は高度11 kmまで続き、そこでは気圧は22.632 kPa、気温は-56.5 ℃まで落ち込んでいる。高度12 kmを超えるあたりから気温はほぼ一定となる。
| 層 | 圏         | 基準ジオポテンシャル高度 h (in km) | 基準幾何高度 z (in km) | 気温減率×(−1) (in K/km) | 基準気温 T (in ℃) | 基準気圧 p (in Pa) |
| -- | ---------- | ---------------------------------- | ---------------------- | ----------------------- | ----------------- | ------------------ |
| 0  | 対流圏     | 0.0                                | 0.0                    | −6.5                    | +15.0             | 101,325            |
| 1  | 対流圏界面 | 11.000                             | 11.019                 | +0.0                    | −56.5             | 22,632             |
| 2  | 成層圏     | 20.000                             | 20.063                 | +1.0                    | −56.5             | 5,474.9            |
| 3  | 成層圏     | 32.000                             | 32.162                 | +2.8                    | −44.5             | 868.02             |
| 4  | 成層圏界面 | 47.000                             | 47.350                 | +0.0                    | −2.5              | 110.91             |
| 5  | 中間圏     | 51.000                             | 51.413                 | −2.8                    | −2.5              | 66.939             |
| 6  | 中間圏     | 71.000                             | 71.802                 | −2.0                    | −58.5             | 3.9564             |
| 7  | 中間圏界面 | 84.852                             | 86.000                 | —                       | −86.2             | 0.3734             |

## 国際標準大気の発展
ISOのTC 20/SC 6 専門委員会によれば、国際標準大気は中緯度での平均的な状態をもとにしている。国際標準大気は20世紀半ばから幾度かにわたって改良されてきた。

## その他の標準大気
ICAOはICAO標準大気(Doc 7488-CD)を1993年に発行している。これは国際標準大気と同じモデルを持つが、範囲を高度80kmまで拡大している。
米国標準大気は気温、大気密度、気圧およびその他の値を幅広い高度にわたって定めたモデルである。1958年に米国標準大気拡張委員会によって発行された最初のモデルは既存の国際標準をもとにしており、その後1962年、1966年、および1976年に改正されている。
米国、ICAO、ならびにWMOそれぞれの標準大気はISOの国際標準大気と高度32 kmまで同じである。
NRLMSISE-00は経験に基づいた地上から宇宙空間までの全地球的な大気モデルである。このモデルは大気の構成要素の温度や密度を表しており、主に大気の抵抗による人工衛星の軌道の減衰を予測するのに用いられる。
標準状態は化学の分野で用いられる気体の温度や密度のモデルである。

## 参照
1. ↑   ISO, Standard Atmosphere, ISO 2533:1975, 1975.
2. ↑  ICAO, Manual of the ICAO Standard Atmosphere (extended to 80 kilometres (262 500 feet)), Doc 7488-CD, Third Edition, 1993, ISBN 92-9194-004-6.